# 民强街道
民强街道是中国黑龙江省哈尔滨市道外区下辖的一个街道。

## 行政区划
下辖以下地区：
滨河社区和文化社区。